# Gunzō-Nachwuchspreis
Der Gunzō-Nachwuchspreis (jap. 群像新人文学賞, Gunzō Shinjin Bungakushō) ist ein Literaturpreis, der alljährlich von der Literaturzeitschrift Gunzō in den beiden Kategorien Roman (Shishōsetsu) und Kritik / Kommentar (Hyōron) vergeben wird. Der Preisträger erhält ein Preisgeld in Höhe von 500.000 Yen. Das ausgezeichnete Werk wird in der Juni-Ausgabe der Gunzō veröffentlicht. Seit 2015 wird der Preis als Gunzō-Nachwuchskritiker-Preis (群像新人評論賞) fortgeführt.

## Preisträger

### Kategorie Roman

#### 1958–1969
- 1958 nicht vergeben
- 1959 nicht vergeben
- 1960 Koga Tamako[1] Mateki für (魔笛)
- 1961 nicht vergeben
- 1962 Nishihara Akira für Nisshoku  (日蝕)
- 1963 Fumizawa Ryūichi für Omoi kuruma  (重い車)
- 1964 Miyoshi Michiko[2] für Dokudami  (どくだみ)
- 1965 Kurobe Tōru für Suna no kankei  (砂の関係)
- 1966 nicht vergeben
- 1967 Kondō 近藤弘俊? für Hone (骨)
- 1968 Ōba Minako für Sambiki no kani (三匹の蟹)
- 1969 Ri Kaisei für Mata futatabi no michi (またふたたびの道)

#### 1970–1979
- 1970 Kōsuke Katsugi für Shuppatsu no shūhen  (出発の周辺)
- 1971 Kobayashi Miyoko für Kami no hana (髪の花) und Hirogawa Teikō für Chōku (チョーク)
- 1972 nicht vergeben
- 1973 nicht vergeben
- 1974 Iida Akira für Michiko to sono otto  (迪子とその夫) und Morimoto Hitoshi für Aru kaifuku  (或る回復) und Takahashi Michitsuna für Taikutsushinogi  (退屈しのぎ)
- 1975 Hayashi Kyōko für Matsuri no ba  (祭りの場)
- 1976 Murakami Ryū für Kagirinaku tōmei ni chikai burū  (限りなく透明に近いブルー)
- 1977 nicht vergeben
- 1978 Obata Ryōsuke für Eien ni ichinichi  (永遠に一日) und Nakazawa Kei fur Umi o kanjiru toki  (海を感じる時)
- 1979 Murakami Haruki für Kaze no uta o kike  (風の歌を聴け)

#### 1980–1989
- 1980 Hasegawa Taku / Takashi? 長谷川卓  für Hiru to yoru  (昼と夜)
- 1981 Shōno Yoriko für Gokuraku  (極楽)
- 1982 nicht vergeben
- 1983 Ii Naoyuki für Kusa no kanmuri  (草のかんむり)
- 1984 Hanagi Fumiko für Damianzu, watashi no emono  (ダミアンズ、私の獲物)
- 1985 I Kisun[3] für Zerohan  (ゼロはん)
- 1986 Arai Chihiro für Fukkatsusai no tame no rekuiemu  (復活祭のためのレクイエム)
- 1987 Shimoi Yōko für Anata ni tsuite watashi ni tsuite  (あなたについて　わたしについて) und Suzuki Takayuki für Pōtoreito in nambā  (ポートレイト・イン・ナンバー)
- 1988 Ihida Ikuo für Aruchūru erison no sobyō  (アルチュール・エリソンの素描)
- 1989 nicht vergeben

#### 1990–1999
- 1990 Takano Wataru für Kombiniensu rogosu  (コンビニエンス ロゴス)
- 1991 Tawada Yōko für Kakato o ushinakushite  (かかとを失くして)
- 1992 nicht vergeben
- 1993 nicht vergebens
- 1994 Abe Kazushige für Ikeru shikabane no yoru (生ける屍の夜)
- 1995 nicht vergeben
- 1996 nicht vergeben
- 1997 Okazaki Yoshihisa für Byōsoku 10 senchi no ettō  (秒速 10 センチの越冬)
- 1998 nicht vergeben
- 1999 nicht vergeben

#### 2000–2009
- 2000 Yokota Hajime für Sekai kiroku  (世界記録)
- 2001 Hagiwara Tōru für Nomi no shinzō fankurabu  (蚤の心臓ファンクラブ)
- 2002 Hayakawa Daisuke für Jairo!  (ジャイロ！) und Termura Tomoki für Shiseru tamashii no gensō  (死せる魂の幻想)
- 2003 Mori Ken für Kayaku to ai no hoshi  (火薬と愛の星)
- 2004 Jūmonji Mika für Kitsune neiri yume no toriko  (狐寝入夢虜)
- 2005 Higuchi Naoya für Sayonara amerika  (さよなら アメリカ)
- 2006 Kinoshita Furukuri für Mugen no shimobe  (無限のしもべ) und Asahina Asuka für Yūutsuna hasubīn  (憂鬱なハスビーン)
- 2007 Suwa Tetsushi für Asatte no hito  (アサッテの人)
- 2008 Matsuo Yoriko[4] für Komori-uta shika kikoenai  (子守唄しか聞こえない)
- 2009 Maruoka Daisuke  für Kamereonkyō no tame no sensō gakushūchō  (カメレオン狂のための戦争学習帳)

#### 2010–2019
- 2010 Asakawa Keita für Asa ga tomaru  (朝が止まる) und Nomizu Yosuke  für Kōkaisaki ni tatazu  (後悔さきにたたず)
- 2011 Nakano Naoko  für Utsukushii watashi no kao  (美しい私の顔)
- 2012 Okamoto Manabu für Ushinatta kakū  (失った架空)
- 2013 Hatano Riku für Niwatori ga naku  (鶏が鳴く)
- 2014 Yokoyama Yūta für Wagahai wa neko ni naru  (吾輩ハ猫ニナル)

### Kategorie Kritik / Kommentar

#### 1958–1969
- 1958 Adachi Yasushi für Hōseki no bungaku  (宝石の文学)
- 1959 Sano Kinnosuke für Katsuryoku no zōkei  (活力の造型)
- 1960 Akiyama Shun für Kobayashi Hideo  (小林秀雄)
- 1961 Ueda Miyoji für Saitō Mokichi-ron  (斎藤茂吉論)
- 1962 Ogasawara Masaru für Shishōsetsuron no seiritsu o megutte  (私小説論の成立をめぐって)
- 1963 Tsukimura Toshiyuki für Nakano Shigeharu-ron josetsu  (中野重治論序説)
- 1964 Matsubara Shinichi für Kamei Katsuichirō-ron  (亀井勝一郎論)
- 1965 Watanabe Hiroshi für Mishima Yukio to Ōe Kenzaburō  (三島由紀夫と大江健三郎)
- 1966 nicht vergeben
- 1967 Miyauchi Yutaka für Ōoka Shōhei-ron  (大岡昇平論) und Rizawa Yukio für Jiko kyōiku no imēji Ōe Kenzaburō ron  (自己救済のイメージ 大江健三郎論)
- 1968 nicht vergeben
- 1969 Karatani Kōjin für Ishiki to shizen ?-ron  (意識と自然 漱石試論)

#### 1970–1979
- 1970 nicht vergeben
- 1971 nicht vergeben
- 1972 Nishimura Wataru für Girishiajin no nageki  (ギリシア人の歎き)
- 1973 Motomura Toshio für Shōkon to kaiki  (傷痕と回帰)
- 1974 Katsumata Hiroshi für Waga o motomete  (我を求めて)
- 1975 nicht vergeben
- 1976 nicht vergeben
- 1977 Kurimoto Kaoru für Bungaku no rinkan  (文学の輪郭)
- 1978 nicht vergeben
- 1979 nicht vergeben

#### 1980–1989
- 1980 nicht vergeben
- 1981 Kobayashi Kōichi für Saitō Ryokuu  (斎藤緑雨論)
- 1982 Katō Kazuhiro für Kosumosu no chi  (コスモスの知慧)
- 1983 Iguchi Tokio für Monogatari no shintai Nakagama Kenji-ron  (物語の身体 中上健次論) und Sengoku Hideyo für Farusu no fukusō Kojima Nobuo-ron  (ファルスの複層　小島信夫論)
- 1984 nicht vergeben
- 1985 nicht vergeben
- 1986 Shimizu Yoshinori für Kijutsu no kokka Tanizaki Jun’ichirō genron (記述の国家 谷崎潤一郎原論)
- 1987 Takahashi Isao für Kizoku to hōkō Akutagawa Ryūnosuke-ron  (帰属と彷徨 芥川龍之介論)
- 1988 Muroi Mitsuhiro für Rei no chikara J.L. Borges o meguru danshō  (零の力　J.L.ボルヘスをめぐる断章)
- 1989 nicht vergeben

#### 1990–1999
- 1990 Miwa Tarō für Hōjō no umi aruiha yume no orikaeshiten  (『豊饒の海』あるいは夢の折り返し点)
- 1991 Watanabe Ryō für Ihō no tomo e no tegami Roland Barthes kigōteikoku saiko  (異邦の友への手紙　ロラン・バルト『記号帝国』再考)
- 1992 Takeda Nobuharu für Futatsu kagamijigoku Rampo to Makino Shinichi ni okeru fukusū no watashi  (二つの『鏡地獄』　乱歩と牧野信一における複数の『私』) und Yamashiro Mutsumi für Kobayashi hyōron no critical point  (小林批評のクリティカル・ポイント)
- 1993 Ōsugi Shigeo für Arakure-ron  (『あらくれ』論)
- 1994 Ikeda Yūichi für Genkeishiki no kōshite  (原形式に抗して) und Konno Kaoru für Kanashiki nushi Kobayashi Hideo to rekishi  (哀しき主 小林秀雄と歴史)
- 1995 nicht vergeben
- 1996 nicht vergeben
- 1997 Saitō Soei für Gyakusetsu ni tsuite  (逆説について)
- 1998 Kamada Tetsuya für Maruyama Masao-ron  (丸山真男論) und Chiba Kazumiki für Bungaku no ichi Mori Ōgai shiron  (文学の位置―森鴎外試論) und 日比勝敏 für Monogatari no gaibu kōzōka no kiseki Takeda Taijun-ron josetsu  (物語の外部・構造化の軌跡―武田泰淳論序説)
- 1999 nicht vergeben

#### 2000–2009
- 2000 nicht vergeben
- 2001 Aoki Junichi für Hō no shigyō teishi Mori Ōgai no rekishishōsetsu  (法の執行停止 森鴎外の歴史小説)
- 2002 Itō Ujitaka für Tasha no aridokoro  (他者の在処)
- 2003 Satō Yasutomo für Kiseki no ikkaku  (『奇跡』の一角)
- 2004 nicht vergeben
- 2005 nicht vergeben
- 2006 nicht vergeben
- 2007 nicht vergeben
- 2008 Takeda Masaaki für Kakowarenai hihyō Hiroki Azuma to Nakahara Masaya  (囲われない批評　東浩紀と中原昌也)
- 2009 Nagaoka Morito für Gengo ni tsuite no shōsetsu Levy Hideo-ron  (言語についての小説－リービ英雄論)

#### 2010–2019
- 2010 nicht vergeben
- 2011 Mie Kōki[5] für 1% no haiku ikkyōsei rotei shasei (１％の俳句　一挙性・露呈性・写生)
- 2012 nicht vergeben
- 2013 nicht vergeben
- 2014 nicht vergeben
- 2015 Fortführung als Gunzō-Nachwuchskritiker-Preis
- 2016 nicht vergeben